# Bárbara Arenhart
Bárbara Elisabeth Arenhart (ur. 4 października 1986 w Novo Hamburgo) – brazylijska piłkarka ręczna, reprezentantka kraju, grająca na pozycji bramkarki. Mistrzyni Świata 2013. Obecnie występuje w Nykøbing Falster Håndboldklub.

## Sukcesy

### reprezentacyjne
- Mistrzostwa Świata:
  -  2013
- Mistrzostwa Ameryki Południowej:
  -  2011, 2013

### klubowe
- Mistrzostwa Norwegii:
  -  2011
- Puchar Austrii:
  -  2012, 2013
- Mistrzostwa Austrii:
  -  2012, 2013

## Nagrody indywidualne
- najlepsza bramkarka mistrzostw świata 2013